# لويد أرنتزن
لويد أرنتزن هو عازف جاز كندي، ولد في 19 سبتمبر 1927 في Rosetown, Saskatchewan ‏ في كندا.